# 千葉親胤
千葉 親胤（ちば ちかたね）は、下総の戦国大名で、千葉氏の第26代当主。眼阿弥。
第25代当主・千葉利胤の嫡男とする説と、第24代当主千葉昌胤の四男（利胤の弟）で、利胤の死去時に他の兄弟が他家を継いでいたために千葉氏に残っていた親胤が嫡子の扱いを受けて家督を継いだとする説がある。
妻は尾崎殿。

## 概略
1547年、父の死去により跡を継ぐ。しかし幼少のため、実権は親後北条氏の立場にあった家臣の原胤清・胤貞父子に掌握された。そして1555年に元服を行うことになったが、同年10月に正木時茂が千葉に攻め込んだために慣例となっていた11月望日に開く事が出来ず、同年12月23日に行われている（『千学集抄』）。
家臣の原胤清・胤貞父子の専横に不満を抱いた親胤は反後北条氏の立場に立ち、同じく反後北条氏の立場にあった古河公方の足利晴氏と手を結んだ。しかしそのために北条氏康の侵攻を受けて捕らえられ、家督を叔父（あるいは兄）の海上胤富に譲渡させられた上で幽閉される。そして1557年、暗殺されてしまった。享年17。
暗殺犯は一般的には北条氏康と言われているが、近年では原胤貞あるいは同族で胤清と権勢を競っていた原親幹が氏康の内諾を得た上で暗殺したものと言われている。
佐倉市の海隣寺にある海隣寺中世石塔群の石塔には刻まれた銘文から親胤の菩提を弔ったものも含まれる。また、香取市の久保神社には江戸時代初期の千葉氏当主・千葉定胤（胤富の曾孫で零落して旧臣の家に寄宿していた）が描いたとされる親胤像が伝えられているが、その背景には親胤の怨霊を恐れたからとする説がある。
以下、『千葉伝考記』より引用
第廿七代千葉介親胤は、天文十年辛丑九月十五日に生る。同廿三年古河の晴氏約を違へて北條氏を討滅せんと す。是に依りて、北條氏康大兵を發し、古河城を攻む。親胤幼弱なるを以て、鏑木長門守胤義をして軍を司せ、 原・椎名・押田・佐和・設樂等にも相議せしめ、六千餘騎を以て氏康の軍に加勢ありしが、既にして城陷り、晴 氏父子は囚虜となる。親胤或時新城を築きて之に居らんと欲し、近隣の南方に土木工事を興して、既に竣成に至 りしも、未だ果さざぶる事ありて、暫く鹿島大與次を此所に居らしむ。即ち此の城を名づけて鹿島の新城といひ、 舊城を本佐倉城と稱し、代々の菩提所海隣寺を新城の傍に移せり。弘治二年十月、越後國上杉謙信、關東に出兵して北條氏康と對陣す。親胤亦氏康を援く。是より先、天文廿二年四月、謙信は将軍義輝公の旨を受けて古河の 御所を攻圍むとの沙汰あり。續いて平井より古河へ向け多勢の軍兵押寄する用意ありと聞えければ、親胤は直ち に南方脚光へ使を馳せて、北武藏まで氏康の出馬を勤め、其の身は領內の兵を集め、「半端途に逆寄せして、上 州武士を一當あてゝ、世上の眼をば覺させん」と、事もなげに擬勢し、原・鏑木・椎名・押田・佐和・設樂等を 先隊後時に、其の勢六千餘騎を以て總州を打立ち、武州大里郡熊谷を抑通り、坤の方荒川を筋違に渡し、村岡河 原に着陣して屯集す。關宿の簗田中務大輔政信守谷相馬の家中河口播磨守、布川の豊嶋三河守、野州榎本 の近藤出羽守、結城の陣代岩上左京亮、武州幸手の一色忠三郎直篇以下、これ亦古河御所の催促に依り、勝胤が 見繼として、千葉勢の迹を囁み北武藏へ發向す。謙信平井に於て此の報に接し、軍を進む。第一陣は太田三樂齋、 二陣は長野信濃守、三陣は旗本と定め、「なほ戰地に臨みし後、時宜に依り、重ねて手配の令を下すべし」とて、 既に境川を押渉れる所に、深谷・本庄・高山の面々は、「越後勢が當所の案內を知らずして深入りする所を、千葉 勢に先だって之を懸け止め、一泡吹かす程ならば、武州の地に、やはか敵をば屯さすまじきもの」と、評議一決 の上、備を立て、待ち居たりけるを、諜者謙信に告げたりしかば、甘糟近江守景持に「遊軍の備を以て駈け散ら せ」と下知ありたり。景持畏つて、武州勢に馳せ向ひ、散々に打破り、斬獲の首級を途中に於て實檢に入れける に、謙信は「物始吉し」とて、直ちに村岡河原に前進す。此の時、長尾但馬入道景朴・佐野周防守昌綱・長沼山 城守俊宗、及び赤井・富岡の三千騎ばかり、援兵として駈け付け、一方の手當を望む。謙信は太田・長野等に謂 ひて曰く、「先登の事、最初兩人に命じ置くと雖も、千葉の如きは元來予が眼に懸くべき敵に非ず。然れば、此等の敵は、野州衆の競望に任せて荒ごなしさせ、二の躬は、予が親軍を以て勝負を決せんに、異議あるべからず。 近日氏康出張の由風聞あれば、其の節は、最前定めし如く、兩將先鋒として粉骨を励まさるべし。此の度は、各 方遊兵となりて越後武者の駐引を見物あられよ」とありければ、太田・長野承つて之に應ず。時に、柿崎河 田・竹俣等、頗る無興の顏色にて澁り勝なる體を見、謙信曰く、「加勢に堪を任する事、汝等残念に思ふと覺ゆ。されど、吾が兵は本國より長途を押來り、疲努未だ去らず。且、地勢にも不案內なり。赤井・足利・佐野の 面々は第一地の利を克く知れり。其の上、援兵の規模なれば、これに先鋒を命ずること勿論吾が本意たり。但し、 敵思ひの外大勢なりと聞く。定めて野州衆の手に餘るべし。其の時は、旗本二の躬を用ひて、汝曹が心の儘に高 名させんずるぞ」とありければ、越兵共漸く心を落着けけり。關東衆は此の詞を聞き、「何條二の躬まで遣ひ立た せん」と、互に鋭氣を勵し、やがて、兩軍関の聲を合せ、弓・鐵砲を射違へ打交󠄁す程こそあれ。野州勢馬首を竝 べて敵陣に乗り入れ、息をも繼がず擊しければ、原上野介を初め、上總東金の酒井左衛門佐重光、同國土氣の 酒井伯耆守康治の陣は崩れ立ち、次で後陣も四度路になるを見て、長尾左衛門尉政勝・柿崎和泉守景家・河田對 馬守親章・竹俣筑後守森滿ら、「すは、時こそ到れ」とて、親胤の旗下へ左右より叫び掛り、敵味方火花を散して 攻め戰ふ。大將謝介自ら太刀振り翳して數人の敵兵を討ち取ると雖も、其の身も數所の手を負ひ、乘馬も倒れ、 「今は討死」と見えける所に、椎木小左衛門といふ覺えの者、介抱して一方の血路を開き、漸く戰場を立退きし が、上杉勢は「逃さじもの」と追ひ掛け來る。椎木忽ち取って返し、「當手の大將千葉介親胤、武運盡きて討死す るぞ」と呼ばはり、越兵佐梨某と渡り合ひ、相擊ちして果てたりしが、親胤は其の隙に乘じ無事に引揚ぐることを得たり。此の時、關宿・守谷・布川以下の敵兵、上尾・鳴巢邊まで押し來りけるが、最早軍散じける後なれば、 「今は古河の御館心許なし。警固せんには如かじ」と申合せ、皆總州へ引返しぬ。扨又、謙信は勝に乘じて古河 表へ働くべかりしに、此の戰に士卒疲労し、加之、氏康父子大軍を引率して小田原を出發する由聞えければ、藤 岡川の南岸に陣を張りて休息す。それより金窪原に於て北條・上杉兩軍の大會戰あり。世に之を武藏野合戰とい ふ。そもそも、親胤若年たりと雖も、勇氣膽力人に超えたり。されども剛慢驕慢にして、國政をなすに往々私あ り。故に氏族諸臣之を疎んじ、信服せず。其の兄胤富に家督を繼がしめんと、弘治三年八月七日、佐倉城中に於 て猿樂を催し、親胤をして之を観せしむ。親胤其の危機を察知し、窃に妙見社內に隱れんとする所を、家臣小野 某追跡し來り、涉十兵衛といふ者をして親胤を弑せしむ。時に年十七。法號眼阿彌陀佛。又總泉寺殿月窗常圓大 禅定門といふ。